# 明治薬科大学の人物一覧
明治薬科大学の人物一覧（めいじやっかだいがくのじんぶついちらん）は、明治薬科大学に関係する人物の一覧記事。

## OB・OG

### 政界
- 石井絹治郎 （大正製薬創業者・初代社長、元東京市会議員）
- 上原正吉（元自民党参議院議員、元大正製薬社長）
- 小川友三（元参議院議員）
- 田中耕（元衆議院議員）
- 沼川洋一（元公明党衆議院議員）
- はたともこ（国民の生活が第一参議院議員）
- 三好昇（北海道江別市長）

### 財界
- 石井輝司（元大正製薬社長）
- 小林幸雄（元大塚製薬社長、元大鵬薬品工業社長、元ニチバン会長）
- 鈴木孝之（ウエルシアホールディングス創業者・初代会長）
- 中冨正義（元久光製薬社長）
- 水野秀晴（ウエルシアホールディングス社長、ウエルシア薬局社長）

### 研究者・学者
- 大野修嗣（医師・漢方医学）

### 文学
- 林柳波（作詞家、詩人）
- 茶木滋（作詞家、詩人）めだかの学校の作詞者
- 小林照幸（ノンフィクション作家）
- 高田崇史（作家）

### 芸術
- 樋口雅山房（書家）
- 松本芳翠（書家）

### 芸能
- 斎藤寅次郎（映画監督）
- 桂枝太郎(2代目)（落語家）
- 久保恵子（タレント・女優）
- 大木伸夫（ミュージシャン） - ACIDMAN

### スポーツ
- 村上清信（アマチュアボクシング選手）

### マスコミ
- 山口亜紀（アナウンサー）

### 薬剤師
- 佐谷圭一（第22代日本薬剤師会会長）

### その他
- 古川のぼる（教育評論家）
- 渡井美代子（チェスプレーヤー）
- 佐藤久実（自動車評論家）
- 津野直哉（YouTuber）